# 恋のクェイサーマジック 〜魅惑のヴィーナスコレクション〜
『恋のクェイサーマジック 〜魅惑のヴィーナスコレクション〜』（こいのクェイサーマジック みわくのヴィーナスコレクション）は、テレビアニメ『聖痕のクェイサー』のキャラクターソングミニアルバム。2010年2月24日にLantisから発売された。

## 概要
劇中のヒロイン5人によるキャラクターソングが収録されている。ジャケットには織部まふゆ、 テレサ・ベリア、桂木華、カーチャ、山辺燈のイラストが描かれている。

## 収録曲
1. HIGH END [3:40]
歌：織部まふゆ（藤村歩）
作詞：只野菜摘、作曲・編曲：宮崎誠
2. 祝福のアリア [4:26]
歌：テレサ・ベリア（茅原実里）
作詞：只野菜摘、作曲・編曲：河合英嗣
3. Jusin [3:56]
歌：桂木華（日笠陽子）
作詞：只野菜摘、作曲・編曲：YoHsKE
4. HYSTERIC DOLLS [3:59]
歌：カーチャ（平野綾）
作詞：只野菜摘、作曲・編曲：YoHsKE
5. FLOWER GARDEN [4:10]
歌：山辺燈（豊崎愛生）
作詞：只野菜摘、作曲・編曲：川田瑠夏